# ایسرائیل آوری

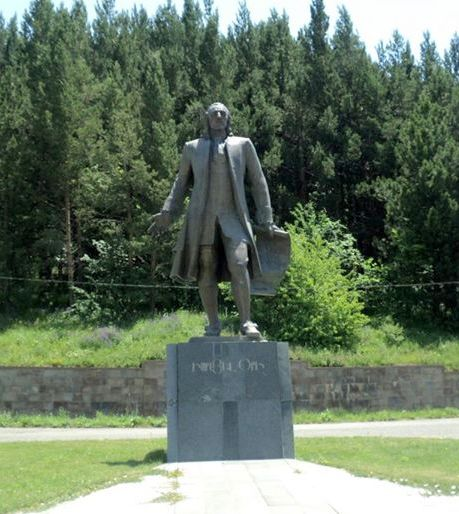
تندیس ایسرائیل آوری در جرموک

ایسرائیل آوری (ارمنی: Իսրայել Օրի; انگلیسی: Israel Ori؛ ۱۶۵۸ – ۱۷۱۱) یک فرد انقلابی اهل ارمنستان بود. وی یک چهره برجسته در جنبش آزادی‌بخش ملی ارمنی به‌شمار می‌رود.